# Collegio di Croydon Central
Croydon Central è stato un collegio elettorale situato nella Grande Londra, e rappresentato alla Camera dei comuni del Parlamento del Regno Unito. Eleggeva un membro del parlamento con il sistema first-past-the-post, ossia maggioritario a turno unico; il collegio è stato abolito in occasione della revisione periodica del 2024.

## Estensione

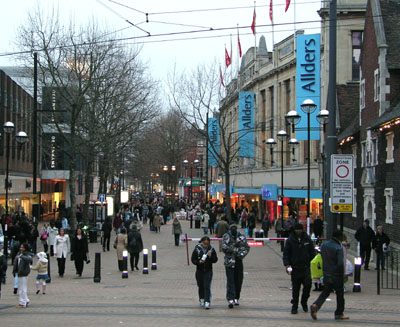
L'area commerciale del centro di Croydon

Cartina del collegio di Croydon Central

- 1974–1983: I ward del borgo londinese di Croydon di Broad Green, Central, New Addington, Shirley e Waddon.
- 1983–1997: i ward del borgo londinese di Croydon di Fairfield, Fieldway, Heathfield, New Addington, Spring Park e Waddon.
- 1997–2010: i ward del borgo londinese di Croydon di Addiscombe, Ashburton, Fairfield, Fieldway, Heathfield, Monks Orchard, New Addington, Rylands, Spring Park e Woodside.
- 2010–2024: i ward del borgo londinese di Croydon di Addiscombe, Ashburton, Fairfield, Fieldway, Heathfield, New Addington, Shirley e Woodside.

Croydon Central copriva le parti centrali e orientali del borgo londinese di Croydon, ed era uno dei tre collegi che sono contenuti nel borough. Confinava con Croydon North e Croydon South e con Beckenham ad est.

## Membri del parlamento
| Elezione | Elezione       | Deputato         | Partito          |
| -------- | -------------- | ---------------- | ---------------- |
|          | Feb 1974       | John Moore       | Conservatore     |
| 1992     | Paul Beresford | Conservatore     |                  |
|          | 1997           | Geraint Davies   | Laburista Co-Op  |
|          | 2005           | Andrew Pelling   | Conservatore     |
|          | 2007           | Andrew Pelling   | Indipendente     |
|          | 2010           | Gavin Barwell    | Conservatore     |
|          | 2017           | Sarah Jones      | Laburista        |
|          | 2024           | Collegio abolito | Collegio abolito |

## Elezioni

### Elezioni negli anni 2010
| Partito                    | Partito                                | Candidato                  | Risultati 12 dicembre 2019 | Risultati 12 dicembre 2019 |
| Partito                    | Partito                                | Candidato                  | Voti                       | %                          |
| -------------------------- | -------------------------------------- | -------------------------- | -------------------------- | -------------------------- |
|                            | Laburista                              | Sarah Jones                | 27 124                     | 50,19                      |
|                            | Conservatore                           | Mario Creatura             | 21 175                     | 39,18                      |
|                            | Lib Dem                                | Simon Sprague              | 3 532                      | 6,54                       |
|                            | Verdi                                  | Esther Sutton              | 1 215                      | 2,25                       |
|                            | Brexit                                 | Peter Sonnex               | 999                        | 1,85                       |
|                            |                                        |                            |                            |                            |
| Iscritti                   | Iscritti                               | Iscritti                   | 81 407                     | 100,00                     |
| ↳ Votanti (% su iscritti)  | ↳ Votanti (% su iscritti)              | ↳ Votanti (% su iscritti)  | 54 045                     | 66,39                      |
| ↳ Astenuti (% su iscritti) | ↳ Astenuti (% su iscritti)             | ↳ Astenuti (% su iscritti) | 27 362                     | 33,61                      |
|                            |                                        |                            |                            |                            |
|                            | Esito: collegio confermato a Laburista |                            |                            |                            |

| Partito                    | Partito                                           | Candidato                  | Risultati 8 giugno 2017 | Risultati 8 giugno 2017 |
| Partito                    | Partito                                           | Candidato                  | Voti                    | %                       |
| -------------------------- | ------------------------------------------------- | -------------------------- | ----------------------- | ----------------------- |
|                            | Laburista                                         | Sarah Jones                | 29 873                  | 52,33                   |
|                            | Conservatore                                      | Gavin Barwell              | 24 221                  | 42,43                   |
|                            | Lib Dem                                           | Gill Hickson               | 1 083                   | 1,90                    |
|                            | UKIP                                              | Peter Staveley             | 1 040                   | 1,82                    |
|                            | Verdi                                             | Tracey Hague               | 626                     | 1,10                    |
|                            | Popoli Cristiani                                  | John Boadu                 | 177                     | 0,31                    |
|                            | Indipendente                                      | Don Locke                  | 71                      | 0,12                    |
|                            |                                                   |                            |                         |                         |
| Iscritti                   | Iscritti                                          | Iscritti                   | 80 045                  | 100,00                  |
| ↳ Votanti (% su iscritti)  | ↳ Votanti (% su iscritti)                         | ↳ Votanti (% su iscritti)  | 57 091                  | 71,32                   |
| ↳ Astenuti (% su iscritti) | ↳ Astenuti (% su iscritti)                        | ↳ Astenuti (% su iscritti) | 22 954                  | 28,68                   |
|                            |                                                   |                            |                         |                         |
|                            | Esito: collegio passa da Conservatore a Laburista |                            |                         |                         |

| Partito                    | Partito                                   | Candidato                  | Risultati 7 maggio 2015 | Risultati 7 maggio 2015 |
| Partito                    | Partito                                   | Candidato                  | Voti                    | %                       |
| -------------------------- | ----------------------------------------- | -------------------------- | ----------------------- | ----------------------- |
|                            | Conservatore                              | Gavin Barwell              | 22 753                  | 42,98                   |
|                            | Laburista                                 | Sarah Jones                | 22 588                  | 42,67                   |
|                            | UKIP                                      | Peter Staveley             | 4 810                   | 9,09                    |
|                            | Verdi                                     | Esther Sutton              | 1 454                   | 2,75                    |
|                            | Lib Dem                                   | James Fearnley             | 1 152                   | 2,18                    |
|                            | TUSC                                      | April Ashley               | 127                     | 0,24                    |
|                            | Democrazia Progressista                   | Martin Camden              | 57                      | 0,11                    |
|                            |                                           |                            |                         |                         |
| Iscritti                   | Iscritti                                  | Iscritti                   | 78 171                  | 100,00                  |
| ↳ Votanti (% su iscritti)  | ↳ Votanti (% su iscritti)                 | ↳ Votanti (% su iscritti)  | 52 941                  | 67,72                   |
| ↳ Astenuti (% su iscritti) | ↳ Astenuti (% su iscritti)                | ↳ Astenuti (% su iscritti) | 25 230                  | 32,28                   |
|                            |                                           |                            |                         |                         |
|                            | Esito: collegio confermato a Conservatore |                            |                         |                         |

| Partito                    | Partito                                   | Candidato                  | Risultati 6 maggio 2010 | Risultati 6 maggio 2010 |
| Partito                    | Partito                                   | Candidato                  | Voti                    | %                       |
| -------------------------- | ----------------------------------------- | -------------------------- | ----------------------- | ----------------------- |
|                            | Conservatore                              | Gavin Barwell              | 19 657                  | 39,51                   |
|                            | Laburista Co-Op                           | Gerry Ryan                 | 16 688                  | 33,54                   |
|                            | Lib Dem                                   | Peter Lambell              | 6 553                   | 13,17                   |
|                            | Indipendente                              | Andrew Pelling             | 3 239                   | 6,51                    |
|                            | BNP                                       | Cliff le May               | 1 448                   | 2,91                    |
|                            | UKIP                                      | Ralph Atkinson             | 997                     | 2,00                    |
|                            | Verdi                                     | Bernice Golberg            | 581                     | 1,17                    |
|                            | Cristiano                                 | James Gitau                | 264                     | 0,53                    |
|                            | Monster Raving Loony                      | John Cartwright            | 192                     | 0,39                    |
|                            | Indipendente                              | Michael Castle             | 138                     | 0,28                    |
|                            |                                           |                            |                         |                         |
| Iscritti                   | Iscritti                                  | Iscritti                   | 76 349                  | 100,00                  |
| ↳ Votanti (% su iscritti)  | ↳ Votanti (% su iscritti)                 | ↳ Votanti (% su iscritti)  | 49 967                  | 65,45                   |
| ↳ Astenuti (% su iscritti) | ↳ Astenuti (% su iscritti)                | ↳ Astenuti (% su iscritti) | 26 382                  | 34,55                   |
|                            |                                           |                            |                         |                         |
|                            | Esito: collegio confermato a Conservatore |                            |                         |                         |

### Elezioni negli anni 2000
| Partito                    | Partito                                           | Candidato                  | Risultati 5 maggio 2005 | Risultati 5 maggio 2005 |
| Partito                    | Partito                                           | Candidato                  | Voti                    | %                       |
| -------------------------- | ------------------------------------------------- | -------------------------- | ----------------------- | ----------------------- |
|                            | Conservatore                                      | Andrew Pelling             | 19 974                  | 40,80                   |
|                            | Laburista                                         | Geraint Davies             | 19 899                  | 40,65                   |
|                            | Lib Dem                                           | Jeremy Hargreaves          | 6 384                   | 13,04                   |
|                            | UKIP                                              | Ian Edwards                | 1 066                   | 2,18                    |
|                            | Verdi                                             | Bernice Golberg            | 1 036                   | 2,12                    |
|                            | Veritas                                           | Marianne Bowness           | 304                     | 0,62                    |
|                            | Monster Raving Loony                              | John Cartwright            | 193                     | 0,39                    |
|                            | The People's Choice! Exclusively For All          | Janet Stears               | 101                     | 0,21                    |
|                            |                                                   |                            |                         |                         |
| Iscritti                   | Iscritti                                          | Iscritti                   | 81 149                  | 100,00                  |
| ↳ Votanti (% su iscritti)  | ↳ Votanti (% su iscritti)                         | ↳ Votanti (% su iscritti)  | 48 957                  | 60,33                   |
| ↳ Astenuti (% su iscritti) | ↳ Astenuti (% su iscritti)                        | ↳ Astenuti (% su iscritti) | 32 192                  | 39,67                   |
|                            |                                                   |                            |                         |                         |
|                            | Esito: collegio passa da Laburista a Conservatore |                            |                         |                         |

| Partito                    | Partito                                | Candidato                  | Risultati 7 giugno 2001 | Risultati 7 giugno 2001 |
| Partito                    | Partito                                | Candidato                  | Voti                    | %                       |
| -------------------------- | -------------------------------------- | -------------------------- | ----------------------- | ----------------------- |
|                            | Laburista                              | Geraint Davies             | 21 643                  | 47,19                   |
|                            | Conservatore                           | David Congdon              | 17 659                  | 38,51                   |
|                            | Lib Dem                                | Paul Booth                 | 5 156                   | 11,24                   |
|                            | UKIP                                   | James Feisenberger         | 545                     | 1,19                    |
|                            | BNP                                    | Linda Miller               | 449                     | 0,98                    |
|                            | Monster Raving Loony                   | John Cartwright            | 408                     | 0,89                    |
|                            |                                        |                            |                         |                         |
| Iscritti                   | Iscritti                               | Iscritti                   | 77 568                  | 100,00                  |
| ↳ Votanti (% su iscritti)  | ↳ Votanti (% su iscritti)              | ↳ Votanti (% su iscritti)  | 45 860                  | 59,12                   |
| ↳ Astenuti (% su iscritti) | ↳ Astenuti (% su iscritti)             | ↳ Astenuti (% su iscritti) | 31 708                  | 40,88                   |
|                            |                                        |                            |                         |                         |
|                            | Esito: collegio confermato a Laburista |                            |                         |                         |

## Risultati dei referendum
|             | Collegio        | Lasciare UE % | Rimanere in UE % |
| ----------- | --------------- | ------------- | ---------------- |
|             | Croydon Central | 50,3%         | 49,7%            |
| Inghilterra | 53,3%           | 46,7%         |                  |
| Regno Unito | 51,9%           | 48,1%         |                  |